# SS Athenia

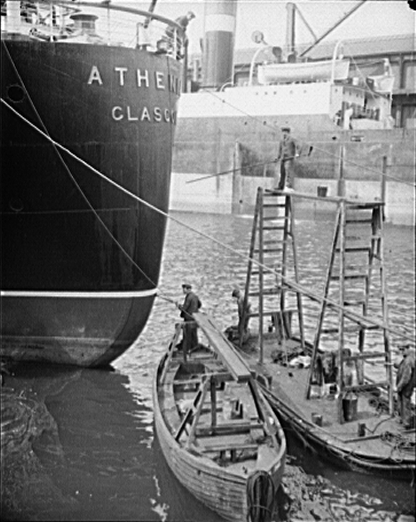
Робочі фарбують ахтерштевень «Атенії» (літо 1937)

56°44′00″ пн. ш. 14°05′00″ зх. д. / 56.73333333° пн. ш. 14.08333333° зх. д.
«Атенія» — британський пасажирський лайнер. 3 вересня 1939 а, всього через кілька годин після оголошення урядом Сполученого Королівства війни Німеччині, підводний човен U-30 під командуванням оберлейтенанта Фріца-Юліуса Лемпа потопив «Атенію», помилково прийнявши її за допоміжний крейсер. «Атенія» стала першим судном, потопленим німецькими підводними човнами у Другій світовій війні.

## Історія
«Атенія» була побудована компанією Fairfield Shipbuilding and Engineering Company, Ltd. Її закладка відбулася на верфях компанії в Говані (Шотландія) в 1923. Замовником виступила компанія Anchor—Donaldson Ltd.. Призначався лайнер для трансатлантичних маршрутів між метрополією і Канадою. Більшу частину своєї кар'єри «Атенія» курсувала між Глазго або Ліверпулем, і Квебек ом і Монреалем. Під час зими вона діяла як круїзний лайнер. Після 1935 вона перейшла у власність компанії Donaldson Atlantic Line Ltd .
Тоннаж «Атенії» становив 13 465 брт, в довжину вона досягала 160,4 метра, ширина її становила 20,2 метра. Силует двощоглової і однотрубної «Атенії»  був типовий для лайнерів такого класу, побудованих в період між двома світовими війнами. Лайнер міг перевозити 516 пасажирів у стандартних каютах і додатково 1000 в третьому класі. Два гвинти з приводом від парових турбін дозволяли розвивати швидкість до 15 вузлів.
1 вересня 1939 року «Атенія» під командуванням капітана Джеймса Кука вийшла з Глазго, попрямувавши до Ліверпуля, для того, щоб забрати додаткових пасажирів і вантажі. 3 вересня 1939 «Атенія» вийшла з Ліверпуля, вже після цього на її борту було отримано повідомлення про вступ Великої Британії у війну. U-30 зустрів лайнер у 250 милях на північний захід від ірландського острова Ініштрехалл і о 19:39 без попередження випустив дві торпеди. У 19:45 за центральноєвропейським часом обидві торпеди влучили в ціль.
Різні судна, включаючи британський есмінець «Електра», американський танкер «Сіті оф Флінт» та інші попрямували до місця атаки. Капітан «Електри» лейтенант-командор Семмі А. Басс, старший з офіцерів, прийняв на себе командування операцією.

## Наслідки інциденту
Дії лейтенанта Лемпа прямо порушували статтю 22 Лондонського Морського договору 1930 року, в якій зокрема говорилося про те, що підводний човен «не має права топити … торговельне судно, заздалегідь не помістивши пасажирів, екіпаж і корабельні документи в безпечне місце». Потоплення «Атенії» викликало крайню стурбованість, як у Верховному командуванні ВМФ Німеччини (Oberkommando der Kriegsmarine), так і особисто у Гітлера, оскільки простежувалися певні паралелі з затопленням у Першу світову війну лайнера «Лузітанія». Тривога посилювалася тим, що до повернення U-30 в порт 27 вересня, про істинного винуватця інциденту можна було тільки здогадуватися. Формально Німеччина заперечувала всі звинувачення у затопленні лайнера.
На судовому процесі в Нюрнберзі грос-адмірал Карл Деніц давав свідчення у даній справі:
 Я зустрів капітана підводного човна U-30 обер-лейтенанта Лемпа біля шлюзу в Вільгельмсгафені, коли човен входив в гавань, і він попросив поговорити зі мною віч-на-віч . Виглядав він, як я помітив, дуже нещасним і відразу зізнався мені, що, на його думку, саме він відповідальний за потоплення «Атенії» в районі Північного Ла-Маншу. Згідно з моїми попередніми вказівками він вів спостереження за можливим проходом збройних торгових суден на підступах до Британських островів і торпедував корабель, в якому за подальшим потім радіоповідомленням пізнав «Атенію» . Йому здалося, що це збройне торгове судно веде патрулювання…